# Jørgen Moe
Pour les articles homonymes, voir Moe.
Jørgen Moe (Hole près de Christiania, auj. Oslo, 22 avril 1813 - Kristiansand, 27 mars 1882) est un poète et écrivain norvégien. Érudit de l'histoire de Norvège, doué d'humour et d'un sens critique développé, ce responsable religieux de l'église de Norvège, nommé en 1875 évêque de Kristiansand, est surtout célèbre internationalement pour avoir fait connaître et sauver de l'oubli la culture orale et le folklore de son pays natal, en particulier les contes et légendes populaires avec son ami de collège, Peter Christen Asbjørnsen.
Ces recueils, auxquels il a apporté sa participation enthousiaste avant et pendant les années 1840, sont appelés à jouer un rôle capital dans la naissance de la littérature norvégienne comme dans l'autonomisation de son champ littéraire. Ils constituent un des socles indéniables du sentiment national norvégien.

## Sauveur des folklores norvégiens
Les liens d'amitié dès l'école secondaire avec Peter Asbjørnsen débouchent sur un fructueux travail en commun à l'âge adulte. En 1835, les deux amis décident de réunir leurs efforts pour rechercher et éditer les légendes populaires norvégiennes. suivant l'exemple des frères Grimm, ils s'investissent eux-mêmes dans la nécessaire collecte et publient leur premier recueil en 1837. À l'époque, l'opus passe inaperçu, mais les deux chercheurs ont découvert une culture riche et variée, qu'animent en particulier les conteurs et chanteurs des montagnes de Norvège. Ils pressentent que la collecte des chants et des contes auprès d'humbles paysans et marins doit devenir une pièce-maîtresse de l'argumentation des patriotes, qui affirment l'existence d'une culture norvégienne, sans réellement la connaître.
Jørgen Moe, tout en continuant la mise en forme de légendes, de fables et de contes, se consacre d'abord à la collecte des chants, des chansons, de berceuses et de comptines, des formes de poésie lyrique sans oublier la musique des contrées paysannes. Le professeur, durant ses loisirs, choisit ensuite de se consacrer au domaine épique, très proche de la poésie. 
Tout en apportant un regard neuf au milieu du siècle à la littérature pour enfants, cet érudit à la santé fragile écrit des poèmes aux formes objectives et discrètes où la veine folklorique affleure constamment avec un lyrisme intime.

## Un croyant tourmenté
Le fébrile et inquiet poète Moe, qui connaît enfin la célébrité pour ses collectes avec Peter Asbjørnsen, est ordonné pasteur en 1853. Il écrit volontiers des poésies religieuses et des cantiques, compose des noëls délicats. Emporté par une crise mystique en 1863, il démissionne de l'enseignement. Ses sentiments axés vers Dieu s'expriment aussi dans ses poèmes lyriques. 
Sa célébrité grandissante chamboule sa retraite : il est nommé évêque de Kristiansand. Ce représentant de la haute bourgeoisie, homme d'études, d'archives, familier des classements et des bureaux plutôt que chercheur de terrain aux contacts familiers avec les rudes populations paysannes, n'a jamais renié son labeur de jeunesse. Il en a même gardé une vigoureuse affirmation de foi : « Il faut une base populaire à notre vie spirituelle. »

## Œuvres
- Recueils de chants, chansons populaires et poèmes, 1840.
- Recueil de contes populaires norvégiens, 1841-1844 en collaboration avec Peter Asbjørnsen.
- Fables et légendes norvégiennes, avec Peter Asbjørnsen, ouvrages publiés avant 1850.

Livre pour enfants
- Dans le puits et dans l'étang, 1850.

Poésie, noëls religieux et cantiques
- Poèmes, 1849-1853.
- Recueils de poésie, 1850 et 1855.
- A accrocher l'arbre de Noël, 1855.
- Un petit cadeau de Noël, 1859.